# Куртуа, Лоранс
Лоранс Куртуа (фр. Laurence Courtois; родилась 18 января 1976 года в Кортрейке, Бельгия) — бельгийская теннисистка и теннисный тренер; победительница четырёх турниров WTA в парном разряде; обладательница Кубка Федерации (2001) в составе национальной сборной Бельгии; трёхкратная победительница турниров Большого шлема в парном разряде среди девушек.

## Спортивная карьера
Игровая карьера
Свой первый титул во взрослых теннисных турнирах Лоранс Куртуа завоевала уже в 16 лет, в августе 1991 года, победив с ещё одной бельгийкой, Нэнси Фебер, турнир ITF в Коксейде (Бельгия). До конца года Куртуа и Фебер довели число своих совместных титулов в турнирах ITF до трёх, победив также в Германии и Швеции. В 1992 году Лоранс и Нэнси выиграли Открытый чемпионат Франции в парном разряде среди девушек и стали чемпионками мира ITF среди девушек в парах. В этом году Куртуа также дошла до финала Уимблдонского турнира среди девушек в одиночном разряде, а в августе в Коксейде выиграла свой первый взрослый турнир в одиночном разряде. На следующий год Куртуа и Фебер повторили свой успех на Открытом чемпионате Франции, добавив к нему также победу на Уимблдоне. В одиночном разряде Куртуа во второй раз вышла в финал турнира Большого шлема в одиночном разряде среди девушек — теперь на Открытом чемпионате Франции. В этом же году она перешла в профессионалы и до конца сезона записала на свой счёт победы в турнирах ITF в Болгарии и Австрии с призовым фондом 25 тысяч долларов, закончив год на подступах к сотне сильнейших теннисисток мира. В 1993 году состоялся также дебют Куртуа в сборной Бельгии в Кубке Федерации.
В начале 1994 года Куртуа выиграла первый в карьере турнир WTA, победив с соотечественницей Сабин Аппельманс на турнире II категории в Париже. В дальнейшем сезон у неё не сложился, но ей удалось завершить его в числе ста лучших теннисисток мира в парном разряде. В 1995 году на счету Куртуа было только одно поражение в финале в Джакарте, но на крупном турнире на Хилтон-Хед-Айленде в США ей удалось выйти с румынкой Ириной Спырлей в полуфинал после победы над посеянными под вторым номером Аранчей Санчес и Лори Макнил. В одиночном разряде Куртуа переиграла Макнил — на тот момент 17-ю ракетку мира — в феврале в Чикаго и до конца года нанесла ещё три поражения соперницам из Top-50, в итоге закончив сезон на 63-м месте в рейтинге в одиночном и 53-м месте в парном разряде.
1996 год был ознаменован для Куртуа первым в карьере финалом турнира WTA в одиночном разряде. Этого успеха она добилась в мае в Кардиффе, где была посеяна под четвёртым номером, но проиграла в финале посеянной пятой соотечественнице Доминик ван Рост. В парах она дважды выходила в финалы турниров WTA, в обоих случаях, однако, не сумев добиться победы. Куртуа участвовала в выходе команды Бельгии в I Мировую группу Кубка Федерации, а позже представляла свою страну на Олимпиаде в Атланте, где вышла во второй раунд как в одиночном, так и в парном разряде. Вскоре после этого, однако, она травмировала левое колено и пропустила остаток этого сезона и первую половину следующего. Несмотря на это, к ноябрю 1996 года она достигла в одиночном рейтинге WTA высшей в карьере 34-й позиции.
В хорошую форму Куртуа вернулась ближе к концу 1997 года, когда добралась с немкой Майке Бабель до финала турнира WTA в Люксембурге, проиграв лишь первой сеяной паре. На следующий год она выиграла с Бабель в Стамбуле второй за карьеру турнир WTA в парном разряде, добавив к этой победе сразу четыре титула на турнирах ITF. За 1999 год Куртуа сыграла в своём втором финале турнира WTA в одиночном разряде, а в парах довела число своих побед в турнирах WTA до четырёх, победив в Каире и Братиславе, и закончила год на 39-м месте в рейтинге. К апрелю 2000 года она поднялась в парном рейтинге WTA на 32-е место — высшее в своей парной карьере, а в конце сезона добралась до второго за время выступлений финала турнира II категории, на этот раз, однако, уступив в паре с Ким Клейстерс.
2001 год принёс Куртуа высшее в её карьере достижение: со сборной Бельгии она выиграла Кубок Федерации. В трёх играх за сборную (все в паре с Элс Калленс) она принесла команде два очка; впрочем, ни одна из её встреч не носила решающего значения, так как к играм пар бельгийская сборная в каждом матче успевала обеспечить себе победу. На индивидуальном уровне успехи Куртуа были скромней — она выиграла два турнира ITF в паре с нидерландскими теннисистками и дошла до полуфинала турнира WTA в Будапеште. В конце года Куртуа заявила о намерении завершить игровую карьеру и за весь 2002 год провела менее десятка игр, из них одну — в четвертьфинальном матче Кубка Федерации. Свой последний матч в профессиональных турнирах она сыграла в сентябре 2002 года в Батуми.
Дальнейшая карьера
По окончании игровой карьеры Лоранс Куртуа занимается тренерской работой. В 2011 году она организовала проект Tennisdream, целью которого была поддержка молодых талантов в теннисе. В 2013 году Куртуа открыла в бельгийском городе Брехте детскую спортивную школу при местном теннисном клубе.

## Позиция в рейтинге в конце года
| Разряд    | 1991 | 1992 | 1993 | 1994 | 1995 | 1996 | 1997 | 1998 | 1999 | 2000 | 2001 |
| --------- | ---- | ---- | ---- | ---- | ---- | ---- | ---- | ---- | ---- | ---- | ---- |
| Одиночный | 727  | 293  | 124  | 103  | 63   | 44   | 188  | 124  | 79   | 130  | 170  |
| Парный    | 310  | 189  | 124  | 93   | 53   | 44   | 97   | 81   | 39   | 44   | 74   |

## Выступления на турнирах

### Финалы турнировWTAв одиночном разряде (2)
| Легенда:                    |
| --------------------------- |
| Турниры Большого Шлема (0)  |
| Олимпиада (0)               |
| Итоговый чемпионат года (0) |
| 1-я категория (0)           |
| 2-я категория (0+1)         |
| 3-я категория (0+1)         |
| 4-я категория (0+2)         |
| 5-я категория (0)           |

| Титулы по покрытиям | Титулы по месту проведения матчей турнира |
| ------------------- | ----------------------------------------- |
| Хард (0+2)          | Зал (0+2)                                 |
| Грунт (0+1)         | Зал (0+2)                                 |
| Трава (0)           | Открытый воздух (0+2)                     |
| Ковёр (0+1)         | Открытый воздух (0+2)                     |

| Результат | №  | Дата        | Турнир                  | Покрытие | Соперница в финале | Счёт    |
| Поражение | 1. | 13 мая 1996 | Кардифф, Великобритания | Грунт    | Доминик ван Рост   | 4-6 2-6 |
| Поражение | 2. | 7 июня 1999 | Ташкент, Узбекистан     | Хард     | Анна Смашнова      | 3-6 3-6 |

### Финалы турнировWTAв парном разряде (9)
| Результат | №  | Дата            | Турнир                  | Покрытие | Партнёрша             | Соперницы в финале                    | Счёт           |
| Победа    | 1. | 14 февраля 1994 | Париж, Франция          | Ковёр(i) | Сабин Аппельманс      | Мари Пьерс Андреа Темешвари           | 6-4 6-4        |
| Поражение | 1. | 2 января 1995   | Джакарта, Индонезия     | Хард     | Нанси Фебер           | Клаудиа Порвик Ирина Спырля           | 2-6 3-6        |
| Поражение | 2. | 8 апреля 1996   | Джакарта, Индонезия (2) | Хард     | Нанси Фебер           | Наоко Кидзимута Рика Хираки           | 6-7(2) 5-7     |
| Поражение | 3. | 13 мая 1996     | Кардифф, Великобритания | Грунт    | Элс Калленс           | Катрина Адамс Мариан де Свардт        | 0-6 4-6        |
| Поражение | 4. | 20 октября 1997 | Люксембург              | Ковёр(i) | Майке Бабель          | Лариса Савченко-Нейланд Хелена Сукова | 2-6 4-6        |
| Победа    | 2. | 3 августа 1998  | Стамбул, Турция         | Хард     | Майке Бабель          | Оса Карлссон Флоренсия Лабат          | 6-0 6-2        |
| Победа    | 3. | 19 апреля 1999  | Каир, Египет            | Грунт    | Аранча Санчес Викарио | Каролина Вис Ирина Спырля             | 5-7 6-1 7-6(3) |
| Победа    | 4. | 18 октября 1999 | Братислава, Словакия    | Хард(i)  | Ким Клейстерс         | Ольга Барабанщикова Лилия Остерло     | 6-2 3-6 7-5    |
| Поражение | 5. | 30 октября 2000 | Лейпциг, Германия       | Ковёр(i) | Ким Клейстерс         | Аранча Санчес Викарио Анн-Гаэль Сидо  | 7-6(6) 5-7 3-6 |

### Финалы командных турниров (1)
| Результат | №  | Год  | Турнир          | Команда                                          | Соперник в финале                           | Счёт |
| Победа    | 1. | 2001 | Кубок Федерации | Бельгия Ж.Энен, К.Клейстерс, Э.Калленс, Л.Куртуа | Россия Н.Петрова, Е.Дементьева, Е.Лиховцева | 2-1  |